# Жакси
Жакси́ (каз. Жақсы) — село, центр Жаксинського району Акмолинської області Казахстану. Адміністративний центр аксинського сільського округу.

## Історія
Село виникло у 1939 році при будівництві залізниці Акмолинск — Картали. У 1957 році районний центр був перенесений із села Кіїма в Жакси, тоді ж село отримало статус селища міського типу.

## Населення
Населення — 4626 осіб (2021; 5097 у 2009, 5350 у 1999, 6573 у 1989).

## Видатні уродженці
- Айтпаєва Сауле Муханбедіанівна — казахстанський державний діяч, перша казахська жінка-генерал.